# Kirsten Kjær og hendes museum
Kirsten Kjær og hendes museum er en dansk dokumentarfilm fra 2008 med instruktion og manuskript af Jørgen Vestergaard.

## Handling
Kirsten Kjærs Museum i Langvad ved Frøstrup i Thy ligner ikke noget andet sted i Danmark, men kan minde om et selvgroet, lidt anarkistisk miljø på Christiania. I filmen fortæller Harald Fuglsang om den originale kunstner Kirsten Kjær (1893-1985) og hendes bevægede liv. Uden offentlig anerkendelse skabte hun en strøm af portrætmalerier, der fastholder både kendte og ukendte personligheder fra det 20. århundrede. Museets nyeste attraktion er en velskabt koncertsal for kammermusik skabt uden tilskud ved egen indsats.